# Combe Common
Combe Common – wieś w Anglii, w hrabstwie Surrey. Leży 57 km na południowy zachód od centrum Londynu.